# Bryophila felina
Bryophila felina is een vlinder uit de familie uilen (Noctuidae). De wetenschappelijke naam is voor het eerst geldig gepubliceerd in 1852 door Eversmann.
De soort komt voor in Europa.